# Noworosyjsk (stacja kolejowa)
Noworosyjsk (ros. Станция Новороссийск) – stacja kolejowa w Noworosyjsku, w Kraju Krasnodarskim, w Rosji. Znajduje się w pobliżu portu. Zarządza nią Kolej Północno-kaukaska, oddział Kolei Rosyjskich. Jest stacją końcową na linii z Krasnodaru.

## Historia
Stację Noworosyjsk otwarto w 1889 roku, a w 1898 zbudowano dworzec kolejowy. W czasie II wojny światowej został zniszczony, ale po wojnie odrestaurowany i przywrócony do oryginalnej formy. Obecnie jest to zabytek architektury kolejowej. 